# Crónica anónima de los Reyes de Taifas

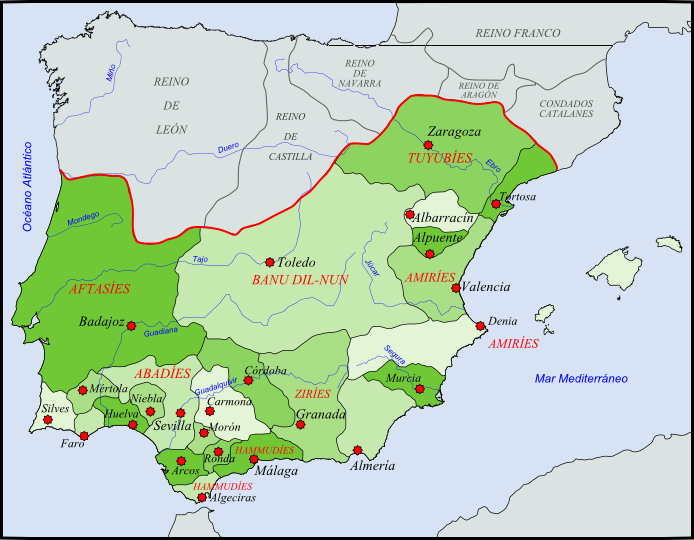
Mapa de los reinos de Taifas en 1037

La Crónica anónima de los Reyes de Taifas es una crónica que relata los hechos y acontecimientos del siglo XI en el Ándalus.

## Autoría y fuentes
El autor de la crónica es un andalusí anónimo cuya obra fue compuesta en el tercer cuarto del siglo XII, deducible a través de las fuentes utilizadas por el autor y por los datos narrados en el propio texto. Las principales fuentes utilizadas por el autor fueron: Ibn Hayyan (m. 1075) y Ibn Alqama (m. 1116).

## Descripción
El contenido de la crónica, se inscribe dentro del género historiográfico denominado Ta’rij (orden de los acontecimientos por fechas) una narración cronológica de los reinados de los diferentes reyes de Taifas, desde la división del Califato de Córdoba hasta la conquista almohade. También incluye información sobre las relaciones diplomáticas y militares entre los reinos de Taifas, así como sobre las personalidades más destacadas de la época.
Consta de dos textos, ambos cortados al principio y al final. El primero trata de los califas hammudíes de 1035 a 1052/3, mientras que la segunda parte, mucho más larga, trata de los reinos de taifa, una quincena de dinastías estructuradas en torno a diferentes pequeños reinos de los siguientes estados: Albarracín, Almería, Arcos, Carmona, Huelva y Saltés, Murcia, Morón, Niebla, Ronda, Santa María del Algarve, Sevilla, Silves y Valencia.
En la presentación de cada uno de los reinos de taifas, se suele seguir una estructura similar. Primero, se detalla el título o títulos que ostentaba el monarca, generalmente de un carácter pomposo acorde al periodo de las taifas. Seguidamente, se menciona la kunya por la que era conocido el soberano, la fecha de su proclamación y los lugares que gobernaba. Además, se incluye una breve biografía del personaje que destaca su actividad política, señalando los aspectos más destacados de su reinado y la fecha de su muerte. Sin embargo, la información transmitida sobre aspectos de la vida social o económica es limitada y fragmentaria. En contraste, la Cristiandad hispánica recibe una atención mínima por parte del anónimo autor. Los únicos personajes cristianos mencionados son Alfonso VI y el Cid.

## Valoración
El rigor cronológico es, en su mayor parte, correcto. La obra es más descriptiva que analítica, pero es una obra válida por la información que aporta. No se conserva ningún manuscrito de esta obra. Sus contadas referencias en la historiografía andalusí posterior evidencian que fue un texto poco conocido y tampoco ha sido objeto preferente de atención en la bibliografía moderna.

## Edición de la obra
Traducción al español de Felipe Maíllo, Crónica anónima de los Reyes de Taifas, Madrid, Akal, 1991.